# Middlestone
Middlestone är en by i unparished area Coundon, i kommunen Durham i grevskapet Durham, i England. Byn är belägen 5 km från Bishop Auckland. Orten har 67 invånare (2001). Middlestone var en civil parish 1866–1937 när blev den en del av Bishop Auckland och Spennymoor. Civil parish hade 1 812 invånare år 1931.